# Margus Vöhrmann
Margus Vöhrmann (tidigare Margus Broberg), född 1966, är en svensk före detta ishockeymålvakt.
Efter en match i Elitserien för Djurgårdens IF 1986, gick han över till Nacka HK i Division I. Hans ishockeykarriär avslutades i Tyresö HK under 1991-1999.